# Mexiko i olympiska vinterspelen 2014
Mexiko deltog med en deltagare vid de olympiska vinterspelen 2014 i Sotji. Landets deltagare erövrade ingen medalj.